# Ђојоза Јоника
Ђојоза Јоника (итал. Gioiosa Ionica) је насеље у Италији у округу Ређо ди Калабрија, региону Калабрија.
Према процени из 2011. у насељу је живело 5849 становника. Насеље се налази на надморској висини од 85 м.

## Становништво
| 1951. | 1961. | 1971. | 1981. | 1991. | 2001. | 2011. |
| ----- | ----- | ----- | ----- | ----- | ----- | ----- |
| 9.330 | 8.045 | 6.863 | 6.781 | 7.071 | 7.044 | 7.014 |